# Liste historischer Flugzeugträger
Die Liste historischer Flugzeugträger enthält die Flugzeugträger, leichten Träger und Geleitträger, die aus den Schiffslisten der Marinen gestrichen sind (beispielsweise wegen Verschrottung oder Totalverlust).
Um die Übersichtlichkeit zu wahren, werden aktuell in Dienst stehende Flugzeugträger in einer separaten Liste geführt: Liste aktiver Flugzeugträger.

## Argentinien
1. Independencia – erworben 1958 von Großbritannien, ehemals Warrior, außer Dienst gestellt 1970.
2. Veinticinco De Mayo – erworben 1968 von den Niederlanden, ehemals Karel Doorman, vormals britische Venerable, außer Dienst gestellt 1997.

## Australien
1. HMAS Albatross – in Dienst gestellt am 23. Januar 1929, 1938 an Großbritannien verkauft.
2. HMAS Sydney – ex Terrible, in Dienst gestellt am 16. Dezember 1948, außer Dienst gestellt 1973.
3. HMAS Vengeance – 1944 von Großbritannien erhalten (Colossus-Klasse), 1956 Generalüberholung und 1960 Abgabe an Brasilien, dort als Minas Gerais.
4. HMAS Melbourne – ex Majestic, Kiellegung 15. April 1943, Stapellauf 28. Februar 1945, 1952 von Großbritannien an Australien verkauft. Nach Unterbrechung der Arbeiten Taufe am 28. Oktober 1955. 1983 stillgelegt und 1985 an die Volksrepublik China zum Verschrotten verkauft.

## Brasilien
1. Minas Gerais – erworben 1956 von Großbritannien, ehemals HMS Vengeance, 2001 außer Dienst gestellt, am Strand von Alang verschrottet.
2. São Paulo (Clemenceau-Klasse) erworben 2000 von Frankreich, ehemals Foch, 2017 außer Dienst gestellt, 2023 im Atlantik versenkt.

## Deutschland
Obwohl mehrmals Flugzeugträger in Auftrag gegeben worden waren und mehrmals auch schon mit dem Bau begonnen wurde, verfügte Deutschland niemals über einen fertiggestellten bzw. einsatzfähigen Flugzeugträger.

### Flugzeugträger

#### Ausonia (Umbau aus Fahrgastschiff)
1. Ausonia – Kiellegung 1914 im Auftrag einer italienischen Reederei bei Blohm & Voss in Hamburg, Stapellauf am 15. April 1915. Durch das Kriegsende im November 1918 geplante Fertigstellung des Rumpfes zum Flugzeugträger nicht begonnen, 1922 auf der Werft abgebrochen.

#### Graf-Zeppelin-Klasse
1. Graf Zeppelin – Kiellegung 1936, Stapellauf am 8. Dezember 1938, Baustopp 1940, Wiederaufnahmen der Arbeiten 1942, endgültiger Baustopp 1943. 1945 in flachem Gewässer bei Stettin auf Grund gesetzt, Hebung durch die UdSSR, nach Auswertung der Konstruktion Versenkung am 18. Juni 1947 in der Ostsee.
2. Flugzeugträger B – Kiellegung 1938, am 19. September 1939 Baustopp, 1940 noch auf Stapel liegend abgebrochen.

#### Seydlitz (Umbau aus schwerem Kreuzer)
1. Seydlitz – Kiellegung am 29. Dezember 1936 als Schwerer Kreuzer der Admiral-Hipper-Klasse (14.240 ts), Stapellauf am 17. Januar 1939. Im Mai 1942 war die Seydlitz größtenteils fertiggestellt, als der Umbau zu einem Flugzeugträger (für 20 Flugzeuge) befohlen wurde. Kurze Zeit später (2. Februar 1943) Baustopp und danach Nutzung als Wohnschiff, Sprengung 1945 im Hafen von Königsberg. Das Wrack lag noch Jahre in Königsberg und wurde dann wahrscheinlich abgebrochen.

#### De Grasse (Umbau aus leichtem Kreuzer)
1. De Grasse – 1940 in Frankreich noch auf Stapel liegend erbeutet. 1942 wurde der französische Kreuzer in das deutsche Trägerbauprogramm aufgenommen und sollte, wie die Seydlitz, als ein Leichter Träger fertiggestellt werden. Bereits im Februar 1943 erfolgte der Baustopp.

### Schulflugzeugträger
1. Potsdam – im Mai 1942 Umbau aus einem Passagierschiff zum Flugzeugträger befohlen. Wegen seiner geringen Geschwindigkeit als Träger für die Flottenverwendung im November 1942 gestrichen, aber gleichzeitig Befehl zum Umbau als Schulflugzeugträger erteilt. Nach Umbaubeginn im Februar 1943 Baustopp.

Für die Fahrgastschiffe Gneisenau (18.160 ts), das Schwesterschiff der Potsdam, und Europa (47.000 ts) war ebenfalls im Mai 1942 der Umbau zu Flugzeugträgern befohlen worden. Wegen zu geringer Geschwindigkeit der Gneisenau und technischer Schwierigkeiten des Umbaus der Europa wurden beide Schiffe im November 1942 wieder aus dem Flugzeugträgerbauprogramm gestrichen. 1942 wurde auch der Fertigbau des erbeuteten und noch auf Stapel liegenden französischen Flugzeugträgers Joffre und die Fertigstellung des Frachterneubaus Ostmark als Flugzeugträger erwogen, aber beide Planungen wurden verworfen.

## Frankreich

### Flugzeugträger

#### Béarn (Umbau aus Schlachtschiff)
1. Béarn – Baubeginn 1914 als Schlachtschiff, im Mai 1927 als Träger fertiggestellt (40 Flugzeuge CAMS 37 und Latecoere 521), 1943 in den USA Umbau zum Flugzeugtransporter, 1967 in Italien abgewrackt

#### Clemenceau-Klasse
1. Clemenceau (R98) – 1961 in Dienst gestellt, außer Dienst gestellt 1998, sollte bereits 2003 verschrottet werden, nach Rechtsstreit mit französischen Anti-Asbest-Aktivisten Transport nach Indien und Rückkehr nach Frankreich Mai 2006, Verschrottung in England 2009–2010.
2. Foch (R99) – 1963 in Dienst gestellt, außer Dienst gestellt 2000, verkauft 2000 an Brasilien, umgebaut und umbenannt in São Paulo. Am 3. Februar 2023 im Atlantik in internationalen Gewässern versenkt.

### Geleitflugzeugträger
1. Dixmude – (15 Flugzeuge), 10. April 1945 ex Biter – 10. Juni 1966 zurück an die US Navy, als Zielschiff versenkt.

#### (US-amerikanischeIndependence-Klasse)
1. La Fayette (R96) – Leihgabe der USA ex CVL-27 Langley seit 1951, 1963 Rückgabe.
2. Bois Belleau (R97) – Leihgabe der USA, ex CVL-24 Belleau Wood seit 1953, 1960 zurück an die USA, 26 Flugzeuge an Bord.

#### (britischeColossus-Klasse)
1. Arromanches (R95) – erworben von Großbritannien, ehemals HMS Colossus, seit 1946 von Großbritannien ausgeliehen, 1951 gekauft, 24 Flugzeuge an Bord, 1962 Umbau zum Hubschrauberträger, außer Dienst gestellt 1978 und in Toulon verschrottet.

#### Joffre-Klasse(unvollendet)
1. Joffre – Baubeginn 1938, bis zum Baustopp 1940 zu 28 % fertiggestellt. 1943 endgültig eingestellt und verschrottet.
2. Painlevé – geplant 1938, kein Baubeginn.

### Hubschrauberträger
1. Jeanne d’Arc (R 97) – Flugdeckkreuzer (Hubschrauberträger), in Dienst gestellt 1964, außer Dienst gestellt 2010.

### Seeflugzeugträger
1. Commandant Teste – (26 Flugzeuge), 1926 in Dienst gestellt, 1942 Selbstversenkung in Toulon, 1946 gehoben und als Lagerschiff genutzt, 1963 abgewrackt.

## Großbritannien
Schiffe der Royal Navy

### Flugzeugträger

#### Argus (Umbau aus Passagierschiff)
1. Argus – am 21. Oktober 1944 außer Dienst gestellt.

#### Furious (Umbau aus Schlachtkreuzer)
1. Furious – am 15. September 1944 zur Reserveflotte und wurde ab Mai 1945 als Zielschiff für Übungen mit scharfer Munition aufgebraucht.

#### Courageous-Klasse(Umbauten aus Schlachtkreuzern)
1. Courageous – 17. September 1939 von dem deutschen U 29 versenkt.
2. Glorious – in Dienst gestellt 1917, versenkt 8. Juni 1940 von den deutschen Schlachtschiffen Scharnhorst und Gneisenau.

#### Hermes
1. Hermes – in Dienst gestellt 1923, versenkt am 8. April 1942 durch japanischen Luftangriff.

#### Eagle (Umbau aus Schlachtschiff)
1. Eagle – in Dienst gestellt 1924, versenkt am 11. August 1942 von U 73.

#### Ark Royal
1. Ark Royal – in Dienst gestellt 1938, versenkt am 13. November 1941 von U 81.

#### Illustrious-Klasse
1. Illustrious – (1940–1956)
2. Victorious – (1941–1968)
3. Formidable – (1940–1955)
4. Indomitable – (1941–1955)

#### Implacable-Klasse
1. Implacable – 1956 abgewrackt
2. Indefatigable – 1956 abgewrackt

#### Audacious-Klasse
1. Audacious – umbenannt in Eagle (1951–1972)
2. Ark Royal (1955–1978)
3. Africa – nicht fertiggestellt
4. Eagle – nicht fertiggestellt

#### Unicorn
1. Unicorn – Außerdienststellung Januar 1946

#### Colossus-Klasse
1. Colossus – 1946 verkauft an Frankreich und umbenannt in FS Arromaches.
2. Glory
3. Ocean – (1945–1962)
4. Theseus – (1946–1962)
5. Triumph – (1944–1981)
6. Venerable (R63) – 1948 an die Niederlande verkauft und in Karel Doorman umbenannt.
7. Vengeance – (1945–1955), 1956 an Brasilien verkauft und in Minas Gerais umbenannt.
8. Warrior – an Kanada ausgeliehen, 1958 verkauft an Argentinien und umbenannt in Independencia.
9. Perseus
10. Pioneer

#### Majestic-Klasse
1. Majestic – 1955 verkauft an Australien und umbenannt in Melbourne.
2. Hercules – 1957 verkauft an Indien und umbenannt in Vikrant.
3. Leviathan – (1946–1956)
4. Magnificent – unvollendet
5. Powerful – 1952 verkauft an Kanada und umbenannt in Bonaventure.
6. Terrible – 1948 verkauft an Australien und umbenannt in Sydney.

#### Centaur-Klasse
1. Centaur – (1947–1972)
2. Albion – (1947–1973)
3. Bulwark – (1948–1981)
4. Hermes – 1989 verkauft an Indien und umbenannt in Viraat.

#### Invincible-Klasse
1. Invincible – in Dienst gestellt 1980; 2005 in Reservestatus versetzt; 2010 endgültig außer Dienst gestellt; 2011 in der Türkei verschrottet.
2. Illustrious – in Dienst gestellt 1982; 2014 außer Dienst gestellt, 2016 in der Türkei verschrottet.
3. Ark Royal – in Dienst gestellt 1985; 2011 außer Dienst gestellt, 2013 in der Türkei verschrottet.

### Geleitflugzeugträger

#### Audacity
1. Audacity – aus deutschem Frachter Hannover umgebaut, im September 1941 in Dienst gestellt, am 21. Dezember 1941 von U 751 versenkt.

#### Activity
1. HMS Activity

#### Pretoria Castle
1. HMS Pretoria Castle

#### Vindex-Klasse
1. HMS Vindex
2. HMS Nairana

#### Campania
1. HMS Campania

#### Archer
1. HMS Archer

#### Avenger-Klasse
1. Avenger – versenkt am 15. November 1942 von U 155.
2. Biter
3. Dasher

#### Attacker-Klasse
1. HMS Attacker
2. HMS Battler
3. HMS Chaser
4. HMS Fencer
5. HMS Hunter
6. HMS Pursuer
7. HMS Ravager
8. HMS Seacher
9. HMS Stalker
10. HMS Striker
11. HMS Tracker
12. HMS Ameer
13. HMS Arbiter
14. HMS Atheling
15. HMS Begum
16. HMS Emperor
17. HMS Empress
18. HMS Khedive
19. HMS Nabob – am 22. August 1944 von U 354 schwer beschädigt und außer Dienst gestellt. Nach Kriegsende zum Handelsschiff umgebaut und 1977 abgewrackt.
20. HMS Patroller
21. HMS Premier
22. HMS Puncher
23. HMS Queen
24. HMS Rajah
25. HMS Ranee
26. HMS Reaper
27. HMS Ruler
28. HMS Shah
29. HMS Slinger
30. HMS Smiter
31. HMS Speaker
32. HMS Thane – am 15. Januar 1945 durch Torpedotreffer von U 1172 beschädigt, nicht mehr in Dienst gestellt.
33. HMS Trouncer
34. HMS Trumpeter

Hinzu kommen noch die MAC-Schiffe.

## Indien
1. Vikrant (R11) – erworben 1957 von Großbritannien, ehemals Hercules, außer Dienst gestellt 1997, Museumsschiff bis 2012, 2014 verschrottet.
2. Viraat – erworben 1986 von Großbritannien, ehemals Hermes (1959) (STOVL-Design), außer Dienst gestellt 2016, 2020 in Alang verschrottet.

## Italien

### Flugzeugträger
1. Aquila – 1941 bis 1943 Umbau aus dem Fahrgastschiff Roma, nach dem Krieg abgewrackt.

### Geleitflugzeugträger
1. Sparviero – Umbau aus dem Fahrgastschiff Augustus 1942 begonnen (unvollendet), nach dem Krieg abgewrackt.

### Seeflugzeugträger
1. Giuseppe Miraglia (1921–1950)

## Japan

### Flugzeugträger

#### Hōshō
1. Hōshō (Leichter Flugzeugträger) – 1922 Indienststellung, 1946 abgewrackt

#### Amagi-Klasse (Umbauten aus Schlachtkreuzern)
1. Amagi – während des Baus 1923 durch Erdbeben zerstört.
2. Akagi – 1927 Indienststellung, 1942 versenkt in der Schlacht um Midway.

#### Kaga (Umbau aus Schlachtschiff)
1. Kaga – 1928 Indienststellung, 1942 versenkt in der Schlacht um Midway.

#### Ryūjō
1. Ryūjō (Leichter Flugzeugträger) – 1933 Indienststellung, 1942 versenkt in der Schlacht bei den Ost-Salomonen.

#### Sōryū
1. Sōryū  – 1937 Indienststellung, 1942 versenkt in der Schlacht um Midway.

#### Hiryū
1. Hiryū – 1939 Indienststellung, 1942 versenkt in der Schlacht um Midway.

#### Shōkaku-Klasse
1. Shōkaku – 1941 Indienststellung, 1944 versenkt in der Schlacht in der Philippinensee.
2. Zuikaku – 1941 Indienststellung, 1944 versenkt in der See- und Luftschlacht im Golf von Leyte.

#### Zuihō-Klasse (Umbau aus U-Boot-Begleitschiffen)
1. Zuihō (Leichter Flugzeugträger) – 1940 Indienststellung, 1944 versenkt in der See- und Luftschlacht im Golf von Leyte.
2. Shōhō (Leichter Flugzeugträger) – 1941 Indienststellung, 1942 versenkt in der Schlacht im Korallenmeer.

#### Ryūhō (Umbau aus U-Boot-Begleitschiff)
1. Ryūhō (Leichter Flugzeugträger) – 1942 Indienststellung als Leichter Flugzeugträger, Am 30. November 1945 außer Dienst gestellt, 1946 verschrottet.

#### Hiyō-Klasse(Umbau aus Passagierschiffen)
1. Hiyō (Leichter Flugzeugträger) – 1942 Indienststellung, 1944 versenkt in der Schlacht in der Philippinensee.
2. Jun’yō (Leichter Flugzeugträger) – 1942 Indienststellung, 1944 von einem US-U-Boot beschädigt, aus Mangel an Ersatzteilen nicht instand gesetzt, 1947 abgewrackt.

#### Taihō
1. Taihō – 1944 Indienststellung, 1944 versenkt durch U-Boot während der Schlacht in der Philippinensee.

#### Chitose-Klasse(Umbauten aus Seeflugzeugträgern)
1. Chitose (Leichter Flugzeugträger) – 1943 Indienststellung als Leichter Flugzeugträger, 1944 versenkt in der See- und Luftschlacht im Golf von Leyte.
2. Chiyoda (Leichter Flugzeugträger) – 1943 Indienststellung als Leichter Flugzeugträger, 1944 versenkt in der See- und Luftschlacht im Golf von Leyte.

#### Shinano (Umbau aus Schlachtschiff)
1. Shinano – Drittes Schiff der Yamato-Klasse, 1944 Indienststellung, 1944 versenkt durch U-Boot.

#### Unryū-Klasse
1. Unryū – 1944 Indienststellung, 1944 versenkt durch U-Boot.
2. Amagi – 1944 Indienststellung, gekentert nach Bombardierung bei Kure 1945.
3. Katsuragi – 1944 Indienststellung, 1947 abgewrackt.
4. Kasagi – nicht fertiggestellt.
5. Aso – nicht fertiggestellt.
6. Ikoma – nicht fertiggestellt.

#### Ibuki (Umbau aus Schwerem Kreuzer)
1. Ibuki – nicht fertiggestellt.

### Geleitflugzeugträger

#### Taiyo-Klasse
1. Taiyō – 1941 Indienststellung, 1944 versenkt durch U-Boot.
2. Un’yō – 1940 Indienststellung, 1944 versenkt durch U-Boot.
3. Chūyō – 1942 Indienststellung, 1943 versenkt durch U-Boot.

#### Kaiyō
1. Kaiyo – 1943 Indienststellung, 1945 bei Luftangriffen mehrfach beschädigt, von der Besatzung auf Grund gesetzt und von 1946 bis 1948 verschrottet.

#### Shin’yō
1. Shin’yō – aus deutschem Passagierschiff Scharnhorst umgebaut, 1943 Indienststellung als Geleitflugzeugträger, 1944 versenkt durch das U-Boot USS Spadefish.

### Handelsflugzeugträger (Heeres-Seekommando)

#### Shimane-Maru-Klasse
1. Shimane Maru – Februar 1945 Indienststellung, im Juli 1945 durch britische Trägerflugzeuge versenkt.
2. Ōtakisan Maru – nicht fertiggestellt.

#### Yamashio-Maru-Klasse
1. Yamashio Maru – Januar 1945 Indienststellung, im Februar 1945 durch  amerikanische Trägerflugzeuge versenkt.
2. Chigusa Maru – nicht fertiggestellt.

### U-Boot-Abwehr-Geleitträger (Heeres-Seekommando)

#### Akitsu-Maru
1. Akitsu Maru – 1942 Indienststellung, im November 1943 durch das U-Boot USS Crevalle beschädigt, im November 1944 durch das U-Boot USS Queenfish versenkt.

#### Kumano-Maru-Klasse
1. Kumano Maru – März 1945 Indienststellung.

## Kanada
1. Nabob – erworben von Großbritannien.
2. Puncher – erworben von Großbritannien.
3. Warrior – die von Großbritannien ausgeliehene Warrior.
4. Magnificent – betrieben von 1946 bis 1956.
5. Bonaventure – erworben 1950 von Großbritannien, ehemals Powerful, außer Dienst gestellt 1970.

## Niederlande
1. Karel Doorman – erworben 1946 von Großbritannien, ehemals Nairana, wurde 1948 gegen die Venerable getauscht.
2. Karel Doorman – erworben 1948 von Großbritannien, ehemals Venerable, wurde 1968 an Argentinien verkauft und in Veinticinco De Mayo umbenannt.

## Sowjetunion/Russland

### Kiew-Klasse
1. Kiew – wurde an die Volksrepublik China verkauft.
2. Minsk – wurde an die Volksrepublik China verkauft.
3. Noworossijsk – 1997 abgewrackt
4. Admiral Gorschkow ex „Baku“ – wurde an Indien verkauft.

### Moskwa-Klasse
1. Moskwa
2. Leningrad

### Uljanowsk-Klasse
1. Uljanowsk – gebaut ab 1988, 1991 bei 40 % abgebrochen, am 4. Februar 1992 begann die Verschrottung.

## Spanien

### Flugzeugträger

#### Dedalo-Klasse (siehe amerikanischeIndependence-Klasse)
1. Dédalo (R-01) – die frühere US-amerikanische Cabot.

#### Príncipe-de-Asturias-Klasse
1. Principe de Asturias – in Dienst gestellt 1988, Außerdienststellung 2013.

### Flugzeugmutterschiff
1. Dédalo – früheres deutsches Handelsschiff Neuenfels, in Dienst gestellt 1922, Außerdienststellung 1936.

## Vereinigte Staaten von Amerika

### Flugzeugträger

#### Langley(Umbau aus Kohleschiff)
1. USS Langley, kielgelegt 1911 als USS Jupiter, 1942 vor Java versenkt.

#### Lexington-Klasse(Umbauten aus Schlachtkreuzern)
1. (CV-2) Lexington, genannt Gray Lady – in Dienst gestellt 1927, versenkt 1942 in der Korallensee.
2. (CV-3) Saratoga  – in Dienst gestellt 1927, wurde 1946 als Testobjekt von einer US-amerikanischen Atombombe versenkt.

#### Ranger
1. (CV-4) Ranger – in Dienst gestellt 1934, Außerdienststellung 1946.

#### Yorktown-Klasse
1. (CV-5) Yorktown – in Dienst gestellt 1937, versenkt 1942 während der Schlacht um Midway.
2. (CV-6) Enterprise – in Dienst gestellt 1938, 1946 außer Dienst gestellt und 1960 abgewrackt.
3. (CV-8) Hornet – in Dienst gestellt 1941, 1942 während der Schlacht bei den Santa-Cruz-Inseln versenkt.

#### Wasp
1. (CV-7) Wasp – in Dienst gestellt 1940, versenkt 1942 vor Guadalcanal.

#### Essex-Klasse
1. Gruppe
1. (CV-9) Essex – in Dienst gestellt 1942, außer Dienst gestellt 1969 und abgewrackt.
2. (CV-10) Yorktown – in Dienst gestellt 1943, 1970 außer Dienst gestellt, heute Museumsschiff in Charleston, South Carolina.
3. (CV-11) Intrepid – in Dienst gestellt 1943, 1974 außer Dienst gestellt, heute Museumsschiff in New York City, Intrepid Sea-Air-Space Museum.
4. (CV-12) Hornet – in Dienst gestellt 1943, 1970 außer Dienst gestellt, heute Museumsschiff in Alameda, Kalifornien.
5. (CV-13) Franklin – in Dienst gestellt 1944, 1964 außer Dienst gestellt und abgewrackt.
6. (CV-16) Lexington – in Dienst gestellt 1943, 1991 außer Dienst gestellt, heute Museumsschiff in Corpus Christi, Texas.
7. (CV-17) Bunker Hill – in Dienst gestellt 1943, 1947 außer Dienst gestellt und 1973 abgewrackt.
8. (CV-18) Wasp – in Dienst gestellt 1943, 1972 außer Dienst gestellt und abgewrackt.
9. (CV-20) Bennington – in Dienst gestellt 1944, 1970 außer Dienst gestellt und abgewrackt.
10. (CV-31) Bon Homme Richard – in Dienst gestellt 1944, 1971 außer Dienst gestellt und 1993 abgewrackt.

#### Ticonderoga-Klasse
2. Gruppe der Essex-Klasse
1. (CV-14) Ticonderoga – in Dienst gestellt 1944, 1973 außer Dienst gestellt und abgewrackt.
2. (CV-15) Randolph – in Dienst gestellt 1944, 1969 außer Dienst gestellt und abgewrackt.
3. (CV-19) Hancock – in Dienst gestellt 1943, 1976 außer Dienst gestellt und abgewrackt.
4. (CV-21) Boxer – in Dienst gestellt 1945, 1969 außer Dienst gestellt und abgewrackt.
5. (CV-32) Leyte – in Dienst gestellt 1946, 1959 außer Dienst gestellt und abgewrackt.
6. (CV-33) Kearsarge – in Dienst gestellt 1946, 1970 außer Dienst gestellt und abgewrackt.
7. (CV-34) Oriskany – in Dienst gestellt 1950, 1975 außer Dienst gestellt, wurde am 17. Mai 2006 vor Florida als größtes künstliches Riff der Welt versenkt.
8. (CV-35) Reprisal – Kiellegung 1944, nach Fertigstellung des halben Schiffes Baustopp, 1949 abgewrackt.
9. (CV-36) Antietam – in Dienst gestellt 1945, 1963 außer Dienst gestellt und 1974 abgewrackt.
10. (CV-37) Princeton – in Dienst gestellt 1945, 1970 außer Dienst gestellt und abgewrackt.
11. (CV-38) Shangri-La – in Dienst gestellt 1944, 1971 außer Dienst gestellt und abgewrackt.
12. (CV-39) Lake Champlain – in Dienst gestellt 1945, 1966 außer Dienst gestellt und abgewrackt.
13. (CV-40) Tarawa – in Dienst gestellt 1945, 1967 außer Dienst gestellt und abgewrackt.
14. (CV-45) Valley Forge – in Dienst gestellt 1946, 1970 außer Dienst gestellt und abgewrackt.
15. (CV-46) Iwo Jima – der Bau wurde 1945 eingestellt, die vorhandenen Teile abgewrackt
16. (CV-47) Philippine Sea – in Dienst gestellt 1946, 1958 außer Dienst gestellt und abgewrackt.
17. CV-50 bis CV-55 nicht ausgeführt.

#### Independence-Klasse(Umbauten aus Leichten Kreuzern)
1. (CVL-22) Independence – in Dienst gestellt 1943, 1946 außer Dienst gestellt und 1951 für Waffentests versenkt.
2. (CVL-23) Princeton – in Dienst gestellt 1943, wurde 1944 versenkt.
3. (CVL-24) Belleau Wood – in Dienst gestellt 1943, 1947 außer Dienst gestellt; in Frankreich unter dem Namen Bois Belleau von 1953 bis 1960 im Dienst, abgewrackt.
4. (CVL-25) Cowpens – in Dienst gestellt 1943, 1947 außer Dienst gestellt.
5. (CVL-26) Monterey – in Dienst gestellt 1943, 1956 außer Dienst gestellt.
6. (CVL-27) Langley – in Dienst gestellt 1943, 1947 außer Dienst gestellt; in Frankreich unter dem Namen La Fayette von 1951 bis 1963 im Dienst, abgewrackt.
7. (CVL-28) Cabot – in Dienst gestellt 1943, 1947 außer Dienst gestellt; in Spanien unter dem Namen Dédalo von 1967 bis 1989 im Dienst, 2003 abgewrackt.
8. (CVL-29) Bataan – in Dienst gestellt 1943, 1954 außer Dienst gestellt.
9. (CVL-30) San Jacinto – in Dienst gestellt 1943, 1947 außer Dienst gestellt.

#### Midway-Klasse
1. (CV-41) USS Midway – in Dienst gestellt 1945, 1992 außer Dienst gestellt, heute Museumsschiff in San Diego, Kalifornien.
2. (CV-42) USS Franklin D. Roosevelt – in Dienst gestellt 1945, 1977 außer Dienst gestellt und abgewrackt.
3. (CV-43) USS Coral Sea – in Dienst gestellt 1947, 1990 außer Dienst gestellt und abgewrackt.
4. CV-44, nicht ausgeführt.
5. CV-56 und CV-57 – nicht ausgeführt, am 15. Juli 1943 umklassifiziert zu CVB-56 und CVB-57.

#### Saipan-Klasse
1. (CVL-48) Saipan – in Dienst gestellt 1946, 1970 außer Dienst gestellt und 1976 abgewrackt.
2. (CVL-49) Wright – in Dienst gestellt 1947, 1970 außer Dienst gestellt und 1980 abgewrackt.

#### United-States-Klasse
1. (CVA-58) United States – Kiellegung 1949, Bau eingestellt.

#### Forrestal-Klasse
1. (CVA-59) Forrestal – in Dienst gestellt 1955, 1993 außer Dienst gestellt.
2. (CV-60) Saratoga – in Dienst gestellt 1956, 2000 außer Dienst gestellt, 2014 verschrottet.
3. (CVA-61) Ranger – in Dienst gestellt 1957, 1993 außer Dienst gestellt, 2015 verschrottet.
4. (CV-62) Independence – in Dienst gestellt 1959, 1998 außer Dienst gestellt, 2013 verschrottet.

#### Kitty-Hawk-Klasse
1. (CV-63) Kitty Hawk – 21. April 1961 in Dienst gestellt, wurde am 31. Januar 2009 außer Dienst gestellt.
2. (CV-64) Constellation – 27. Oktober 1961 in Dienst gestellt, 2003 außer Dienst gestellt.
3. (CV-66) America – 9. Januar 1965 in Dienst gestellt; außer Dienst gestellt am 9. August 1996, für Waffentests am 14. Mai 2005 versenkt. Die America war mit 84.000 to das bisher größte Kriegsschiff, das je in Krieg oder Frieden versenkt wurde.

#### John-F.-Kennedy-Klasse
(4. Einheit der Kitty-Hawk-Klasse – jedoch stark modifiziert, konventionell).
1. (CV-67) John F. Kennedy – am 7. September 1968 in Dienst gestellt, am 23. März 2007 außer Dienst gestellt.

#### Enterprise-Klasse
1. (CVN-65) Enterprise – am 25. November 1961 in Dienst gestellt, am 1. Dezember 2012 außer Dienst gestellt.

### Geleitflugzeugträger

#### Long-Island(Umbau aus Frachter)
1. (CVE-1) Long Island – Rückbau zum Passagierschiff 1948, später als Wohnschiff in Rotterdam genutzt und 1977 verschrottet.

#### Bogue-Klasse(Umbauten aus Frachtern)
1. (CVE-6) Altamaha – an Großbritannien ausgeliehen als HMS Battler.
2. (CVE-7) Barnes – an Großbritannien ausgeliehen als HMS Attacker.
3. (CVE-8) Block Island – an Großbritannien ausgeliehen als HMS Hunter.
4. (CVE-9) Bogue – 1960 zur Verschrottung nach Japan verkauft.
5. (CVE-10) Breton – an Großbritannien ausgeliehen als HMS Chaser.
6. (CVE-11) Card – im Vietnamkrieg durch Kampftaucher versenkt; Leck wurde abgedichtet, Wasser abgepumpt und nach Reparaturen wieder in Dienst gestellt, bevor es sieben Jahre später verschrottet wurde.
7. (CVE-12) Copahee
8. (CVE-13) Core
9. (CVE-14) Croatan – an Großbritannien ausgeliehen als HMS Fencer.
10. (CVE-15) Hamlin – an Großbritannien ausgeliehen als HMS Stalker.
11. (CVE-16) Nassau
12. (CVE-17) St. George – an Großbritannien ausgeliehen als HMS Pursuer.
13. (CVE-18) Altamaha
14. (CVE-19) Prince William – an Großbritannien ausgeliehen als HMS Striker.
15. (CVE-20) Barnes
16. (CVE-21) Block Island – versenkt 29. Mai 1944 von U 549.
17. (CVE-23) Breton
18. (CVE-25) Croatan – 1971 zur Verschrottung verkauft.
19. (CVE-31) Prince William
20. (CVE-32) Chatham – an Großbritannien ausgeliehen als HMS Slinger.
21. (CVE-33) Glacier – an Großbritannien ausgeliehen als HMS Atheling.
22. (CVE-34) Pybus – an Großbritannien ausgeliehen als HMS Emperor.
23. (CVE-35) Baffins – an Großbritannien ausgeliehen als HMS Ameer.
24. (CVE-36) Bolinas – an Großbritannien ausgeliehen als HMS Begum.
25. (CVE-37) Bastian – an Großbritannien ausgeliehen als HMS Trumpeter.
26. (CVE-38) Carnegie, an Großbritannien ausgeliehen als HMS Empress.
27. (CVE-39) Cordova – an Großbritannien ausgeliehen als HMS Khedive.
28. (CVE-40) Delgada – an Großbritannien ausgeliehen als HMS Speaker.
29. (CVE-41) Edisto, an Großbritannien ausgeliehen als Nabob.
30. (CVE-42) Estero – an Großbritannien ausgeliehen als HMS Premier.
31. (CVE-43) Jamaica – an Großbritannien ausgeliehen als HMS Shah.
32. (CVE-44) Keweenaw – an Großbritannien ausgeliehen als HMS Patroller.
33. (CVE-45) McClure – an Großbritannien ausgeliehen als HMS Rajah.
34. (CVE-46) Niantic – an Großbritannien ausgeliehen als HMS Ranee.
35. (CVE-47) Perdido – an Großbritannien ausgeliehen als HMS Trouncer.
36. (CVE-48) Sunset – an Großbritannien ausgeliehen als HMS Thane.
37. (CVE-49) St. Andrews – an Großbritannien ausgeliehen als HMS Queen.
38. (CVE-50) St. Joseph – an Großbritannien ausgeliehen als HMS Ruler.
39. (CVE-51) St. Simon – an Großbritannien ausgeliehen als HMS Arbiter.
40. (CVE-52) Vermillion – an Großbritannien ausgeliehen als HMS Smiter.
41. (CVE-53) Willapa – an Großbritannien ausgeliehen als HMS Puncher.
42. (CVE-54) Winjah – an Großbritannien ausgeliehen als HMS Reaper.

#### Sangamon-Klasse (Umbauten aus Tankern)
1. (CVE-26) Sangamon – 1948 ausgemustert und an ein ziviles Unternehmen (Hillcone Steamship Company) verkauft, 1960 in Osaka verschrottet.
2. (CVE-27) Suwanee
3. (CVE-28) Chenango
4. (CVE-29) Santee

#### Charger-Klasse (Umbau aus Frachter)
1. (CVE-30) Charger

#### Casablanca-Klasse
1. (CVE-55) Casablanca – 1947 zur Verschrottung verkauft.
2. (CVE-56) Liscome Bay – versenkt am 21. November 1943.
3. (CVE-57) Coral Sea – umbenannt in Anzio.
4. (CVE-58) Corregidor
5. (CVE-59) Mission Bay
6. (CVE-60) Guadalcanal
7. (CVE-61) Manila Bay
8. (CVE-62) Natoma Bay
9. (CVE-63) Midway – umbenannt in St. Lo, versenkt am 25. Oktober 1944.
10. (CVE-64) Tripoli – von 1945 bis 1958 als US Transportschiff genutzt, im Januar 1960 von einer japanischen Firma verschrottet.
11. (CVE-65) Wake Island
12. (CVE-66) White Plains
13. (CVE-67) Solomons
14. (CVE-68) Kalinin Bay
15. (CVE-69) Kasaan Bay
16. (CVE-70) Fanshaw Bay
17. (CVE-71) Kitkun Bay
18. (CVE-72) Tulagi – 1946 außer Dienst gestellt und verschrottet.
19. (CVE-73) Gambier Bay – versenkt 25. Oktober 1944.
20. (CVE-74) Nehenta Bay
21. (CVE-75) Hoggatt Bay
22. (CVE-76) Kadashan Bay
23. (CVE-77) Marcus Island
24. (CVE-78) Savo Island
25. (CVE-79) Ommaney Bay – versenkt am 4. Januar 1945.
26. (CVE-80) Petrof Bay
27. (CVE-81) Rudyerd Bay
28. (CVE-82) Saginaw Bay
29. (CVE-83) Sargent Bay
30. (CVE-84) Shamrock Bay
31. (CVE-85) Shipley Bay
32. (CVE-86) Sitkoh Bay
33. (CVE-87) Steamer Bay
34. (CVE-88) Cape Esperance
35. (CVE-89) Takanis Bay
36. (CVE-90) Thetis Bay
37. (CVE-91) Makassar Strait
38. (CVE-92) Windham Bay
39. (CVE-93) Makin Island
40. (CVE-94) Lunga Point
41. (CVE-95) Bismarck Sea
42. (CVE-96) Salamaua – 1946 außer Dienst gestellt und verschrottet.
43. (CVE-97) Hollandia
44. (CVE-98) Kwajalein
45. (CVE-99) Admiralty Islands
46. (CVE-100) Bougainville
47. (CVE-101) Matanikau
48. (CVE-102) Attu
49. (CVE-103) Roi – 1946 außer Dienst gestellt und verschrottet.
50. (CVE-104) Munda – 1946 der Reserveflotte zugeteilt, zum Flugzeugtransporter umklassifiziert, 1958 außer Dienst gestellt und 1960 verschrottet.

#### Commencement-Bay-Klasse
1. (CVE-105) Commencement Bay – 1946 der Reserveflotte zugeteilt, 1959 außer Dienst gestellt und irgendwann nach 1971 verschrottet.
2. (CVE-106) Block Island
3. (CVE-107) Gilbert Islands
4. (CVE-108) Kula Gulf
5. (CVE-109) Cape Gloucester
6. (CVE-110) Salerno Bay
7. (CVE-111) Vella Gulf
8. (CVE-112) Siboney
9. (CVE-113) Puget Sound
10. (CVE-114) Rendova
11. (CVE-115) Bairoko
12. (CVE-116) Badoeng Strait
13. (CVE-117) Saidor
14. (CVE-118) Sicily
15. (CVE-119) Point Cruz
16. (CVE-120) Mindoro
17. (CVE-121) Rabaul – nicht in Dienst gestellt.
18. (CVE-122) Palau
19. (CVE-123) Tinian – nicht in Dienst gestellt.
20. (CVE-124) Bastogne – unvollendet, abgewrackt.
21. (CVE-125) Eniwetok – unvollendet, abgewrackt.
22. (CVE-126) Lingayen – unvollendet, abgewrackt.
23. (CVE-127) Okinawa – unvollendet, abgewrackt.

### Amphibische Hubschrauber- und Flugzeugträger

#### Block-Island-Klasse (Umbau aus Commencement-Bay-Klasse)
1. (LPH-1) Block Island – Umbau eingestellt.

#### Iwo-Jima-Klasse
1. Iwo Jima (LPH-2) – ab Dezember 1995 in Bronswille, Texas, abgewrackt.
2. Okinawa (LPH-3) – am 6. Juni 2002 als Zielschiff versenkt.
3. Guadalcanal (LPH-7)
4. Guam (LPH-9)
5. Tripoli (LPH-10)
6. New Orleans (LPH-11)
7. Inchon (LPH-12)

#### Boxer-Klasse (Umbauten ausEssex-Klasse)
1. (LPH-4) Boxer
2. (LPH-5) Princeton
3. (LPH-8) Valley Forge

#### Thetis-Bay-Klasse (Umbau aus Casablanca-Klasse)
1. (LPH-6) Thetis Bay

#### Tarawa-Klasse
1. (LHA-1) Tarawa – Außerdienststellung 2009, 2024 als Zielschiff versenkt.
2. (LHA-2) Saipan – 2007 außer Dienst gestellt, 2011 verschrottet.
3. (LHA-3) Belleau Wood – Außerdienststellung 2005, 2006 als Zielschiff versenkt.
4. (LHA-4) Nassau – Außerdienststellung 2009, 2021 verschrottet.
5. (LHA-5) Peleliu – Außerdienststellung 2015, seitdem in der Reserveflotte.

#### Wasp-Klasse
1. (LHD-6) Bonhome Richard – Außerdienststellung 2021, abgewrackt.

### Schulflugzeugträger (Umbau aus Schaufelrad-Ausflugsdampfern)
1. (IX-64) Wolverine
2. (IX-81) Sable – am 7. November 1945 außer Dienst gestellt und 1948 verschrottet.

### Luftschiff-Flugzeugträger
Nicht nur Schiffe, sondern auch Luftschiffe wurden von der US-Marine als Stützpunkt für Flugzeuge betrieben.
1. ZRS-4 USS Akron – 1933 abgestürzt.
2. ZRS-5 USS Macon – 1935 abgestürzt.